# Тајгертон (Висконсин)
Тајгертон (енгл. Tigerton) град је у америчкој савезној држави Висконсин.

## Демографија
По попису из 2010. године број становника је 741, што је 23 (-3,0%) становника мање него 2000. године.
| Група             | 2000.       | 2010.       |
| Белци             | 736 (96,3%) | 683 (92,2%) |
| Афроамериканци    | 1 (0,1%)    | 2 (0,3%)    |
| Азијати           | 1 (0,1%)    | 2 (0,3%)    |
| Хиспаноамериканци | 8 (1,0%)    | 14 (1,9%)   |
| Укупно            | 764         | 741         |